# 実行委員会形式
実行委員会形式（じっこういいんかいけいしき）とは、イベント等を実施する場合に、行政、企業、市民団体その他が資金や人的資源を出し合ってひとつの実行委員会を結成し、その実行委員会が主催者となって運営する形式のこと。

## 概要
一定の公共性がある一過性のイベントや周期的な行事などについて用いられることが多い。各行為主体が企画段階から協働することによって、柔軟かつ積極的な事業運営が可能になり、行政単独では実現できない相乗効果が期待される。
反面、継続性の問題や、責任主体が必ずしも明確でないといった問題も指摘される。
| サブスタブ | この項目は、まだ閲覧者の調べものの参照としては役立たない、書きかけの項目です。この項目を加筆・訂正などしてくださる協力者を求めています。このテンプレートは分野別のサブスタブテンプレートやスタブテンプレート（Wikipedia:分野別のスタブテンプレート参照）に変更することが望まれています。 |